# NGC 1661
NGC 1661 è una vasta e lontana galassia a spirale situata nella costellazione di Orione, a una distanza di circa 426 milioni di anni luce dalla nostra Via Lattea.

## Scoperta
La galassia è stata scoperta il 21 dicembre 1881 dall'astronomo francese Édouard Stephan.

## Descrizione
NGC 1661 ha una classe di luminosità II-III e presenta una larga riga a 21 cm dell'idrogeno neutro.